# Sant Jan de las Olèiras
Saint-Jean-des-Ollières és un municipi francès situat al departament del Puèi Domat i a la regió d'Alvèrnia-Roine-Alps. L'any 2007 tenia 451 habitants.

## Demografia

### Població
El 2007 la població de fet de Saint-Jean-des-Ollières era de 451 persones. Hi havia 163 famílies de les quals 56 eren unipersonals (28 homes vivint sols i 28 dones vivint soles), 44 parelles sense fills, 55 parelles amb fills i 8 famílies monoparentals amb fills.
La població ha evolucionat segons el següent gràfic:
Habitants censats

### Habitatges
El 2007 hi havia 354 habitatges, 169 eren l'habitatge principal de la família, 127 eren segones residències i 58 estaven desocupats. 342 eren cases i 11 eren apartaments. Dels 169 habitatges principals, 147 estaven ocupats pels seus propietaris, 19 estaven llogats i ocupats pels llogaters i 3 estaven cedits a títol gratuït; 4 tenien una cambra, 7 en tenien dues, 26 en tenien tres, 49 en tenien quatre i 83 en tenien cinc o més. 108 habitatges disposaven pel capbaix d'una plaça de pàrquing. A 69 habitatges hi havia un automòbil i a 82 n'hi havia dos o més.

### Piràmide de població
La piràmide de població per edats i sexe el 2009 era:
| Homes | Edats   | Dones |
| ----- | ------- | ----- |
| 0     | 95 o +  | 4     |
| 0     | 90 a 94 | 16    |
| 4     | 85 a 89 | 28    |
| 4     | 80 a 84 | 12    |
| 4     | 75 a 79 | 12    |
| 8     | 70 a 74 | 12    |
| 4     | 65 a 69 | 12    |
| 16    | 60 a 64 | 4     |
| 12    | 55 a 59 | 16    |
| 16    | 50 a 54 | 28    |
| 16    | 45 a 49 | 12    |
| 20    | 40 a 44 | 8     |
| 12    | 35 a 39 | 16    |
| 8     | 30 a 34 | 12    |
| 4     | 25 a 29 | 0     |
| 8     | 20 a 24 | 0     |
| 4     | 15 a 19 | 12    |
| 16    | 10 a 14 | 0     |
| 4     | 5 a 9   | 8     |
| 8     | 0 a 4   | 8     |

## Economia
El 2007 la població en edat de treballar era de 259 persones, 176 eren actives i 83 eren inactives. De les 176 persones actives 165 estaven ocupades (96 homes i 69 dones) i 11 estaven aturades (4 homes i 7 dones). De les 83 persones inactives 37 estaven jubilades, 12 estaven estudiant i 34 estaven classificades com a «altres inactius».

### Ingressos
El 2009 a Saint-Jean-des-Ollières hi havia 189 unitats fiscals que integraven 430 persones, la mediana anual d'ingressos fiscals per persona era de 15.264 €.

### Activitats econòmiques
Dels 13 establiments que hi havia el 2007, 1 era d'una empresa extractiva, 1 d'una empresa alimentària, 4 d'empreses de construcció, 1 d'una empresa de comerç i reparació d'automòbils, 2 d'empreses de transport, 1 d'una empresa d'hostatgeria i restauració, 2 d'empreses immobiliàries i 1 d'una empresa de serveis.
Dels 6 establiments de servei als particulars que hi havia el 2009, 1 era una oficina de correu, 2 paletes, 1 fusteria, 1 restaurant i 1 agència immobiliària.
L'únic establiment comercial que hi havia el 2009 era una fleca.
L'any 2000 a Saint-Jean-des-Ollières hi havia 21 explotacions agrícoles que ocupaven un total de 938 hectàrees.

## Equipaments sanitaris i escolars
El 2009 hi havia una escola elemental integrada dins d'un grup escolar amb les comunes properes formant una escola dispersa.

## Poblacions més properes
El següent diagrama mostra les poblacions més properes.